# Persona (film)
Persona er en svensk dramafilm fra 1966 skrevet og instrueret af Ingmar Bergman. Filmen, der har Bibi Andersson og Liv Ullmann i hovedrollerne, handler om en sygeplejerske ved navn Alma og hendes patient, skuespillerinden Elisabet, som er holdt op med at tale. Centrale temaer omfatter for eksempel identitet, seksualitet og forholdet mellem to kvinder.
Persona fik premiere den 18. oktober 1966. Den vandt blandt andet to Guldbagge-priser for henholdsvis bedste film og bedste kvindelige hovedrolle (Bibi Andersson).

## Medvirkende
- Bibi Andersson som Alma
- Liv Ullmann som Elisabet Vogler
- Gunnar Björnstrand som Hr. Vogler
- Jörgen Lindström som Elisabets søn
- Margaretha Krook som læge